# Томас, Эндрю Фредди
Эндрю Фредди Томас (англ. Andrew Freddie Thomas; 25 мая 1946, Лос-Анжелес, США — 21 июля 2009, Кёльн, Германия) — немецкий певец, композитор, поэт, рэп-исполнитель. Более известен как первый главный вокалист, позднее бэк-вокалист и автор текстов для композиций трио Bad Boys Blue.

## Биография
Эндрю Томас родился 25 мая 1946 года в США городе Лос-Анжелесе. Рос в многодетной семье вместе с братом и пятью сёстрами.  Его отец был госпел-певцом поэтому Эндрю с детства увлекался музыкой. В 7 лет родители его отдали в музыкальную школу учиться играть на фортепиано. В детстве отличался непоседливостью и буйным нравом. 
К 18 годам Эндрю уже состоял в нескольких малоизвестных группах и очень много выступал. Несмотря на увлечение музыкой, Томас изучал психологию и философию. 
В 70-х годах Эндрю Томас вместе с любимой девушкой переехал в Германию, город Кельн, где остался надолго и стал работать диджеем в местных ночных клубах.
В середине 90-х, для души, он организовал свою группу, которая исполняет близкую его сердцу музыку в стиле джаз-блюз.

### Bad Boys Blue
Основная статья — Bad Boys Blue
В 1983 году Эндрю познакомился с немецким музыкальным продюсером Тони Хендриком, который предложил ему спеть его новую песню «L.O.V.E. In My Car», на что Томас ответил согласием. Впоследствии эта песня была исполнена не только Эндрю Томасом, который был лидирующим вокалистом, но ещё и Трэвором Тэйлором, с которым они познакомились в 1981 году, и Джоном Макинерни. Коллектив был назван Bad Boys Blue.
Главный хит группы «You’re A Woman» был исполнен вокалом Трэвора Тэйлора.
На протяжении 20 лет существования группы (1984—2005) Эндрю Томас был не только бэк-вокалистом, но так же и автором песен и рэп-партий. Так рэп-партии в исполнении Эндрю звучат в таких песнях, как «Show Me The Way» (The Fifth 1989), «Dancing With The Bad Boys» и «Tell It Everybody» (House of Silence 1991), «Warm And Tender Love» (Totally 1992), «Luv 4 U», «Take A Chance» и «Grand Illusion» (To Blue Horizons 1994), «Bang! Bang! Bang!» и «Anyway Forever» (Bang Bang Bang 1996), «B By Your Side» (Back 1998), «Heaven Or Hell» (Around the World 2003).

### Уход из Bad Boys Blue и смерть
В 2005 году Джон Макинерни и Эндрю Томас решили прекратить их сотрудничество и Эндрю Томас покинул группу, завершив тем самым музыкальную карьеру. По многочисленным просьбам поклонников группы, Эндрю пересмотрел своё решение распрощаться с музыкой и продолжил концертную деятельность с бывшим рэпером BBB Кевином МакКоем, поменяв название на The Real Bad Boys Blue. Третьим солистом он пригласил Херба МакКоя, которого в мае 2008-го заменил на Джереми Ли Камминса. Активная гастрольная деятельность начинала всё чаще сказываться на здоровье лидера группы: давала о себе знать давно развивающаяся болезнь Эндрю — сахарный диабет. Последние дни он провёл с Кевином и самыми близкими друзьями. 21 июля 2009 года артист скончался от рака мозга.

## Личная жизнь
На данный момент о личной жизни артиста известно немного: он был женат и имел дочь. 

## Дискография
Основная статья — Bad Boys Blue
- 1985 — Hot Girls, Bad Boys
- 1986 — Heart Beat
- 1987 — Love Is No Crime
- 1988 — My Blue World
- 1989 — The Fifth
- 1990 — Game of Love
- 1991 — House of Silence
- 1992 — Totally
- 1993 — Kiss
- 1994 — To Blue Horizons
- 1994 — Completely Remixed
- 1996 — Bang Bang Bang
- 1998 — Back
- 1999 — …Continued
- 1999 — Follow The Light
- 2000 — Tonite
- 2003 — Around the World
- 2015 — 30 (2 CD)